# 植尾勝浩
植尾 勝浩（うえお かつひろ、1972年5月26日 - ）は、熊本県玉名市出身のドリフトドライバー、玉名市のチューニングショップ兼中古車販売会社「GARAGE SIFT（ガレージシフト）」代表。

## プロフィール
- 身長：164cm[1]
- 体重：65kg[1]
- 血液型：O型[1]

## 略歴
2000年の第69回いかす走り屋チーム天国南九州大会に、走り屋チーム「殿倶楽部」から末永直登、末永正雄らと共に参戦。団体戦・個人戦双方で優勝を果たしている。
D1グランプリには初年度（2001年）から参戦し、2002年にはシリーズチャンピオンを獲得。2003年もシリーズ3位になるなど好成績を収めた。当時はハチロク（AE86）使いとして知られており、日比野哲也や吉岡稔記など、他のハチロク勢がターボエンジン換装やNOS装着などでパワーを得る一方で、NAエンジンにこだわり、非力さを補うため常にアクセル全開で走り抜ける走法で人気を得ていた。なお、NAエンジンの車両でD1GPのチャンピオンとなったのは、2021年時点で植尾ただ一人である。
2004年は新たに製作したAE86で参戦したが、全戦でノーポイントと低迷する。原因がボディのリベット補強の伸びによるボディ剛性の低下だと判明したため、翌2005年は2003年まで使用していたマシン（ボディ補強をリベットではなくスポット溶接で行っていた）をリフレッシュして第2戦お台場から参戦。同ラウンドでは優勝、第6戦でも準優勝するなど不調から脱し、シリーズ7位でシーズンを終えた。
2006年にはD1ストリートリーガル（D1SL）にも並行して参戦を開始したほか、同年第7戦よりマシンをSR20DETエンジンに換装したフェアレディZ（Z33）に変更。翌2007年にはチームm.o.v.eに移籍し、前年まで風間靖幸が乗っていたシルビア（S15）に乗り換えた。2008年シーズンは不参加となった（ただしD1ストリートリーガルには継続して参戦している）。同年11月にはアメリカのフォーミュラ・ドリフトシリーズのスペシャルイベントとして行われた「Red Bull Drifting World Championship」に参戦したが、準々決勝で吉原大二郎に敗れている。
その後はしばらくドリフト競技から離れており、D1GP参戦に必要なライセンスも失効していた。
2015年にS15シルビアを駆ってD1ストリートリーガル（D1SL）に復帰し、復帰初年度ながらシリーズ2位となる。翌2016年シーズンにはチャンピオンとなり、D1GPとD1SLの両方を制覇した初のドライバーとなった。
2017年、久しぶりにD1GPに復帰。マシンはS15シルビアを使用し、ゼスティノタイヤを履く。当初はSR20DETエンジンを搭載していたが、第7戦から日産・GT-RのVR38DETTエンジンに換装。シリーズ17位でシーズンを終えた。翌2018年はタイヤをヴァリノに変更。終盤までシード権争いに顔を出し、シリーズ10位となった。
また、2018年からはフォーミュラ・ドリフト ジャパン（FDJ）にもVR38DETT搭載のS15シルビアで参戦している。
2020年は、D1GPでは第5戦オートポリスで15年ぶりのラウンド優勝を果たし、D1GPの最年長優勝記録を更新した。FDJでは第1戦スポーツランドSUGOで初優勝を飾った。
2021年は第10戦オートポリスでの4位が最高位で、シリーズ20位にとどまった。
2022年はS15シルビアに代えて、FDJ用の新マシンとして製作したVR38DETT搭載の180SXをD1GPに投入した。
2023年はD1GPのマシンを2021年以前に使用していたS15シルビアに戻した。D1GP第4戦で優勝し自身の最年長優勝記録をさらに更新した。

## 人物・エピソード
- 強気な性格とは裏腹に涙もろく、勝っても負けても涙を流すことが多い。
- 理論派のドライバーであり、マシンセッティングに関してのこだわりは強い。D1GP復帰以降はマシンの車高をかなり高くセッティングし、バネやショックアブソーバーも長めのものを使用している。速いスピードと圧倒的な角度を求めた結果のものであり、本人曰く「ダートラ車の発想」[8]「ゼロヨンカーがいかに速く曲がるか」[9]とのこと。
- 2021年、世界の果てまでイッテQ!（日本テレビ）の「珍獣ハンターイモトジャパンツアー in 熊本県」に出演。「ドリフトの遠心力を利用してマシンのトランク部分に設置したところてん突きからところてんを抜く」という企画で、D1GPで使用しているマシンの助手席にイモトアヤコを乗せてオートポリスにて走行を行い、無事ところてんを抜くことができた[10]。